# Bennane
Bennane ou Bennène (arabe : بنان) est une ville du Sahel tunisien située à une dizaine de kilomètres au sud de Monastir. Elle appartient à la délégation de Ksibet el-Médiouni avec Bodheur et Touza.
Rattachée au gouvernorat de Monastir, elle constitue, avec Bodheur, une municipalité de 14 218 habitants en 2014. Elle dépend administrativement de la délégation de Ksibet El Médiouni.
La ville polarise un espace agricole dont les principales ressources sont la culture de l'olive, des amandes et d'autres variétés de légumes et de fruits. À partir de 2010, la ville connaît un développement commercial croissant dû à la multiplication des boutiques venues s'installer aux deux côtés de la principale route traversant la ville.

## Personnalités
- Taoufik Belbouli
- Abdelaziz Kacem